# 朴泰洵
朴 泰洵（パク・テスン、박태순、1942年5月8日 - 2019年8月30日）は、韓国の小説家。黄海道信川出身。

## 略歴
1942年5月8日、黄海道で生まれる。1947年、北朝鮮から韓国に来て、ソウル中学校と高校を経てソウル大学の英文科を卒業した。
彼は、小説の創作だけでなく、翻訳にも関心を持っていた。紀行文である『国土と民衆』(1983)を出版したが、これは政治的な抑圧をうけていた時、国土を巡礼しながら民衆の生命力を学ぼうと努めた結果である。
朴泰洵は、執筆初期は｢外村の人々｣という小説では、町外れに住んでいる貧困な人々の生活を描写るすることで、疎外された人々の人生と民衆の健康な生命力を表すのに没頭した。これに比べて、後期の作品は｢ある歴史研究家の若き時代｣と｢夜道の人々｣のように、戦争とか民衆化運動などの歴史に対する深い洞察を表す作品を発表した。

## 受賞歴
- 1964年、思想界の新人文学賞
- 1988年、韓国日報文学賞
- 1998年、第15回 楽山文学賞
- 2009年、第23回 丹齋賞

## 主な作品
- 1972年、『낮에 나온 반달』(真昼の半月)[3]
- 1973年、『정든 땅 언덕 위』(懐かしき丘の上)
- 1979年、『어제 불던 바람』(昨日、吹いた風)
- 1986年、『신생』(新生)
- 1989年、『낯선 거리』(見知らぬ街)
- 1983年、『국토와 민중』(国土と民衆)